# مارشال د. شولمان
مارشال د. شولمان (بالإنجليزية: Marshall D. Shulman)‏ هو أستاذ جامعي ومؤرخ أمريكي، ولد في 8 أبريل 1916 في جيرسي سيتي في الولايات المتحدة، وتوفي في 21 يونيو 2007 في مانهاتن في الولايات المتحدة.